# Turn A Gundam
Turn A Gundam, estilizado como ∀ Gundam (∀（ターンエー）ガンダム Tān Ē Gandamu?), es una serie animada japonesa de 50 episodios producida por los estudios Sunrise y transmitida entre los años 1999/2000 por la cadena FNN. La serie fue creada como parte de las celebraciones del vigésimo aniversario de la franquicia Gundam. Posteriormente en 2002, la serie fue compilada en dos largometrajes animados titulados Turn A Gundam I: Earth Light yTurn A Gundam II: Moonlight Butterfly.
Turn A Gundam fue dirigida por Yoshiyuki Tomino, el principal creador de la franquicia Gundam, y director de varias producciones previas dentro de la franquicia. Tomino creó la serie como un medio para "aceptar de manera afirmativa a todas las series de Gundam." Esta idea está reflejada el nombre de la serie, el cual hace uso de la A Invertida (∀) , el símbolo de la cuantificación universal.

## Panorama
Turn A Gundam está ambientada en la línea de tiempo Correct Century 2345 (正暦2345年 Seireki Nisen Sanbyaku Yonjū Go Nen?, CC 2345), una era diferente a la de otros proyectos previos en la franquicia. En esta época, todas las tecnologías de la tierra y civilizaciones humanas en el espacio fueron destruidas por guerras pasadas (menos en la luna). Como resultado, el nivel tecnológico de la humanidad en esta época es similar a la que existía en los años 1900. Producto de ello, la luna quedó poblada por los humanos que abandonaron la tierra después de una de estas guerras para vivir en la luna en colonias lunares tecnológicamente avanzadas hasta que la tierra estuviera en condiciones para ser ocupada de nuevo. 

## Argumento
La historia de Turn A Gundam tiene como protagonista a Loran Cehack, un joven miembro de los Selenitas, una raza tecnológicamente avanzada que se ha asentado en la luna. Loran es enviado a la tierra junto con otros reclutas en una misión de reconocimiento para determinar si la tierra está en condiciones de ser recuperada o no por su raza. Loran aterriza en Norteamérica y pasa un año viviendo en la tierra como chófer de la familia Heim, creando lazos afectivos con estos. Loran tiene la expectativa de que las operaciones de reasentamiento por parte de su raza serán pacíficas, y le comunica a sus superiores que la tierra esta en condiciones para su regreso. Desgraciadamente para su sorpresa, los selenitas llega a la tierra haciendo uso de la fuerza con Mobile Suits y su primer ataque desata un violento conflicto entre la tierra y la luna.
La noche del primer ataque, Loran se encuentra junto con otros jóvenes en la celebración de un rito de paso frente al Muñeco Blanco una enorme estatua con forma humana. Cuando fuerzas Selenitas atacan el pueblo, el asedio puede verse desde lejos y los jóvenes entran en pánico. En medio del caos, la gigantesca estatua se desmorona revelando una figura metálica en su interior, mientras el templo se deshace a su alrededor. Durante el ataque, Loran advierte que el Muñeco Blanco es en realidad un Mobile Suit, y utiliza sus conocimientos sobre máquinas de su civilización para pilotearlo. La muerte del Patriarca de la familia Heim involucra a su familia y a Loran en la incipiente guerra; Loran se convierte en el piloto designado del muñeco blanco, y su descubrimiento provoca la excavación y hallazgo de más Mobile Suits en varias zonas montañosas de la tierra.
Eventualmente, la invasión de los selenitas se convierte en una guerra a gran escala frente a los Terrícolas, que se defienden con los mobile suits que han encontrado en las excavaciones. Diana Soriel, la reina de los selenitas, trata de negociar un tratado con los líderes terrícolas para que los selenitas pueda residir en la tierra con los humanos pacíficamente. Sin embargo, las fuerzas militares de ambos bandos interfieren con las negociaciones una y otra vez, forzando a que la guerra se extienda sin que se pueda llegar a un acuerdo.

## Máquinas (Mobile Suits)

### Militia
1. WD-M01 Turn A Gundam (∀ガンダム) (
2. MS-05 Gavane's Borjarnon (ギャバン専用ボルジャーノン)
3. MS-06 Borjarnon (ボルジャーノン)
4. FLAT-L06D Flat (フラット)
5. MRC-U11D Wad (ウァッド)
6. AMX-109 Kapool (カプル)
7. NRS-P701R Godwin (ゴドウィン)

### Dianna Counter
1. G-M2F Zssan (ズサン)
2. MRC-C03 Bellona (ベロナ)
3. FLAT-L06D Flat (フラット)
4. TAF-M9 Eagil (イーゲル)
5. MRC-U11D Wad (ウァッド)
6. MRC-F20 Sumo (スモー)
7. MRC-F31 Muttowoooo (ムットゥー)
8. SPA-51 Cannon Illfuto (キャノン・イルフート) (
9. JMA-0530 Wodom (ウォドム)
10. CONCEPT-X 6-1-2 Turn-X (ターンX)
11. NRS-P701 Gozzo (ゴッゾー)
12. XM-0754 Bandit (バンデット)
13. G-838 Mahiroo (マヒロー)

## Medios de Difusión

### Anime

#### Producción y Diseño
El robot principal de la serie, el WD-M01 Turn A Gundam, es notable por haber sido el primer robot Gundam diseñado por un no japonés: el artista visual y conceptual Syd Mead, cuyos diseños han sido utilizados en varias películas de ciencia ficción en EE.UU. El primer diseño propuesto por Mead fue rechazado por Yoshiyuki Tomino debido a que su apariencia era muy exótica, pues Tomino quería que el robot principal tuviera un diseño similar al de Gundams de series anteriores. A pesar de esto, el primer diseño no fue descartado del todo, y fue utilizado como el robot del antagonista: el MRC-F20 SUMO.
Mead diseño al Turn A Gundam utilizando aspectos de diseño industrial como los usados en el mundo real, orientado a darle una apariencia simple y realista. El escudo del robot fue uno de los componentes que Mead pudo diseñar sin que el equipo de producción le pusiera restricciones. Syd Mead se imaginó el escudo como una concha de mar, pero terminó usando un diseño parecido al escudo del viejo MS-14 Gelgoog de la primera serie.
Turn A Gundam fue la última producción de la franquicia en haber sido coloreada en celdas. Mobile Suit Gundam SEED, lanzada en 2002 fue la primera serie en utilizar coloración digital .

## Relación con otras series deGundam
El Director Yoshiyuki Tomino citó a Turn A Gundam como una serie que unificaría las historias de varias series de Gundam en una sola.  A lo largo de la serie, los personajes excavan y encuentran robots "muy parecidos" a los que aparecen en otras series de Gundam. En el episodio 43, los personajes descubren una colección de imágenes que muestran sucesos de varias series de Gundam. Esta colección es conocida como la Historia Obscura (黒歴史 Kuro Rekishi?) y forma parte de la historia completa de la Era Correct Century.

## Temas Musicales
Temas de Apertura:
- "Turn A Turn" (ターンAターン Tān Ē Tān?) por Hideki Saijo (Ep. 2-38)
- "Century Color" por RAY-GUNS (Ep. 39 - 50)

Temas de Clausura:
- "Aura" por Shinji Tanimura (Ep. 1 - 40)
- "Tsuki no Mayu" (月の繭?  Moon's Cocoon) por Yoko Kanno (sung por Aki Okui) (Ep. 41 - 49)
- "Kagirinaki Tabiji" (限りなき旅路?  The Endless Journey) por Aki Okui (Ep. 50)
- "After All" por Donna Burke (First compilation movie ending)
- "Tsuki no Mayu" (Moon's Cocoon) por Yoko Kanno (sung por Aki Okui) (Second compilation movie ending ~ In its full version right before the ending credits which are instrumental only)

Insertos:
- "Moon" por Gabriela Robin (a.k.a. Yoko Kanno)
- "Overnight Festival" (宵越しの祭り Yoigoshi no Matsuri?) por White Doll no Matsuri no Kaiichidou
- "Queen of the Night" (月下美人 Gekka Bijin?) por Hideki Saijo
- "The Spirit of the Moon" (月の魂 Tsuki no Tama?) por RRET Team
- "Black History" por Kaoru Nishino